# Беззубово (Можайский район)
Беззубово — деревня в Можайском районе Московской области в составе сельского поселения Бородинское (ранее входила в Бородинский сельский округ). В 2006 году в Беззубово проживало 17 человек.
Деревня расположена на правом берегу реки Война (левом притоке реки Колочь) в километре на север от деревни Бородино в сторону Троицы и около трёх километров от проходящей через Бородино автомобильной трассы Можайск — Уваровка. Ближайшая к деревне железнодорожная станция находится в посёлке Бородино.
Беззубово находится значительно севернее Бородинского поля, однако связана с важным эпизодом Бородинского сражения Отечественной войны 1812 года — рейдом конницы генералов от кавалерии Уварова и Платова в тыл и фланг противника.

## История
По предположениям, деревня Беззубово (Беззубова) появилась одновременно с деревней Бородино в XV или в начале XVI века.
В конце XVIII века сельцо Беззубово принадлежало коллежскому асессору Александру Петровичу Замятину, а на 1812 год его дочерям.
На тот момент в деревне проживало 72 жителя и размещался деревянный господский дом на каменном фундаменте с флигелем, конюшенный, каретный и сенной сараи, кухня, погреб, баня, две риги, скотный и конный дворы, кузница, плотина и водяная мельница, 9 крестьянских домов.
Деревня Беззубово находилась в театре действий Бородинского сражения Отечественной войны 1812 года.
В критический момент сражения Кутузов принял решение о рейде конницы генералов от кавалерии Уварова и Платова в тыл и фланг противника. К 12 часам дня 1-й кавалерийский корпус Уварова (28 эскадронов, 12 орудий, всего 2 500 всадников) и казаки Платова (8 полков) переправились через реку Колочу в районе деревни Малой. Корпус Уварова атаковал французский пехотный полк и итальянскую кавалерийскую бригаду генерала Орнано в районе переправы через реку Войну у села Беззубово. Платов переправился через реку Войну севернее и, зайдя в тыл, вынудил противника сменить позицию.
Крестьяне Беззубово Александр Иевлев и Фирс Семёнов находились на военной службе в ополчении и получили медали за участие в Отечественной войне 1812 года.
Во время войны в деревне «по нашествию неприятеля всё без остатку сожжено и разграблено», а жители «скот, птицы всего без остатку лишились», однако, постепенно деревня восстановилась.
В 1839 году Беззубово принадлежала отставному капитану флота Н. А. Замятину, в ней был парк и фруктовый сад с оранжереей и теплицами.
На 1912 год деревня Беззубово насчитывала 26 дворов, в ней располагались две помещечьи усадьбы — Орловых и Зевакина.
Во время Великой Отечественной войны деревня Беззубово стала одним из мест ожесточённых сражений при обороне Москвы.
По решению комдива Виктора Ивановича Полосухина в деревне располагался 322-й стрелковый полк (ранее там находился 230-й запасной стрелковый полк).
Потерпев поражение Красная армия отступила, однако, часть раненных эвакуировать не смогли.
Жители деревни помогали оставшимся раненым бойцам, прятали у себя солдат и офицеров, попавших в окружение.
В архивах сохранилось описание следующего случая.
В октябре 1941 году в бою под селом Бородино были тяжело ранены лейтенант Денисов и три бойца.
Колхозник деревни Беззубово В. Т. Ревков подобрал раненных, перевёз их в дом своей дочери в селе Бородино, где они скрывались и лечились три месяца.
Продукты собирались при помощи школьников селения.
Когда Красная Армия освободила деревню 21 января 1942 года раненные воины переданы в госпиталь.
При отступлении фашистских войск деревня оказалась полностью сожжёной.
С того времени в лесу сохранился противотанковый ров.
21 декабря 2004 года законом «О статусе и границах Можайского муниципального района и вновь образованных в его составе муниципальных образований» было первоначально сформировано муниципальное образование Сельское поселение Бородинское с центром в деревне Бородино, в которое вошла деревня Беззубово. В марте 2005 года вышла уточнённая редакция этого закона. А согласно постановлению № 156-ПГ от 9 ноября 2006 года были упразднены как административно-территориальные единицы Бородинский, Кукаринский и Синичинский сельские округа Можайского района Московской области.

## Достопримечательности
В деревне сохранилась часть мельничной плотины, по которой русские кавалеристы переправились через речку Войну.
По дороге от Бородино к Беззубово расположен сооруженный в 1912 году к 100-летию Отечественной войны 1812 года памятник Нежинскому драгунскому полку созданный по проекту военного инженера Л. Д. Кишкина, служившего в то время в этом полку.
В деревне Беззубово расположен Конный спортивный комплекс КФХ «ВИАТ».

## В литературе
Деревня Беззубово упоминается в романе Льва Николаевича Толстого «Война и мир».